# 南部信一
南部 信一（なんぶ のぶかず）は、江戸時代後期の陸奥国八戸藩の世嗣。通称は雅楽。

## 略歴
8代藩主・南部信真の次男として誕生。
兄の信経の死去により嫡子となったが、兄同様、家督相続以前に死去した。代わって信順が養子に迎えられ、家督を相続した。